# Llista de Creus de Sant Jordi/2024

#### Persones
Informació actualitzada per un bot. Els canvis manuals es perdran quan s'actualitzi!
| Persona                        | Wikidata   | Descripció                                                                 | Ocupació                                                                                        | Imatge |
| ------------------------------ | ---------- | -------------------------------------------------------------------------- | ----------------------------------------------------------------------------------------------- | ------ |
| Àngels Barceló Suárez          | Q580547    | periodista i locutora catalana                                             | periodista presentador de televisió locutor director de televisió actor de televisió            |        |
| Eudald Carbonell i Roura       | Q948631    | arqueòleg català                                                           | paleoantropòleg                                                                                 |        |
| Eduard Fernández i Serrano     | Q1224788   | actor català                                                               | actor actor de cinema actor de televisió                                                        |        |
| Kílian Jornet i Burgada        | Q1381198   | corredor de muntanya català                                                | corredor d'ultramaratons esquiador de muntanya alpinista                                        |        |
| Josep-Lluís Carod-Rovira       | Q3055462   | polític català                                                             | polític filòleg sociòleg periodista                                                             |        |
| Isidre Molas i Batllori        | Q4891637   | polític català                                                             | historiador polític                                                                             |        |
| Pepa Plana                     | Q6071660   | actriu i pallassa catalana                                                 | pallasso humorista actor actor de cinema                                                        |        |
| Clara Segura i Crespo          | Q8346586   | actriu catalana                                                            | actor de teatre actor de cinema director de teatre                                              |        |
| Marta Sanz Solé                | Q9029537   | matemàtica catalana                                                        | matemàtic professor d'universitat                                                               |        |
| Jordi Camí i Morell            | Q11685297  | metge i professor universitari català                                      | metge professor d'universitat                                                                   |        |
| Pilar Bayer i Isant            | Q11941616  | matemàtica catalana                                                        | matemàtic professor d'universitat                                                               |        |
| Salvador Oliva i Llinàs        | Q11946782  | escriptor i traductor català                                               | poeta filòleg catedràtic escriptor assagista traductor                                          |        |
| Carme Torras i Genís           | Q19289075  | matemàtica, doctora en informàtica i professora d'investigació al CSIC-UPC | investigador d'intel·ligència artificial escriptor matemàtic informàtic professor d'universitat |        |
| Aitana Bonmatí i Conca         | Q27995553  | Jugadora de futbol catalana                                                | futbolista                                                                                      |        |
| El Petitet                     | Q42907740  | Músic percussionista gitano català                                         | músic percussionista                                                                            |        |
| Claudi Alsina Català           | Q55872842  | matemàtic barceloní                                                        | matemàtic professor d'universitat                                                               |        |
| Aurora Batet Riello            | Q57001350  | primera castellera regular                                                 | casteller                                                                                       |        |
| Elia Torroella Busquets        | Q131379932 | farmacèutica i empresaria catalana                                         | farmacèutic empresari                                                                           |        |
| Maria Antònia Peralba Pellicer | Q131380098 | doctora i metgessa catalana                                                | metge                                                                                           |        |
| Jordi Sabaté i Pons            | Q131386651 | activista pels drets de les persones amb ELA                               | activista                                                                                       |        |

#### Entitats
Informació actualitzada per un bot. Els canvis manuals es perdran quan s'actualitzi!
| Entitat                                               | Wikidata   | Descripció                                                       | Imatge |
| ----------------------------------------------------- | ---------- | ---------------------------------------------------------------- | ------ |
| Unió de Pagesos de Catalunya                          | Q2496531   | organització agrícola                                            |        |
| Filmin                                                | Q3072105   | plataforma de cinema en línia                                    |        |
| Softcatalà                                            | Q3813704   | associació pel foment de l'ús del català a les noves tecnologies |        |
| Dret a Morir Dignament                                | Q5558814   | associació espanyola                                             |        |
| La Fageda                                             | Q5963343   | empresa catalana                                                 |        |
| SOS Racisme Catalunya                                 | Q11946519  | ONG catalana                                                     |        |
| Nomada Studio                                         | Q59780340  |                                                                  |        |
| Consell Català del Moviment Europeu                   | Q131383899 |                                                                  |        |
| Fundació Centres d'Alt Rendiment Empresarial i Social | Q131386597 |                                                                  |        |
| Fundació Solidança                                    | Q131386601 |                                                                  |        |